# دار عالم الكتب (السعودية)
دار عالم الكتب للطباعة والنشر والتوزيع، أُسست عام 1399 هـ 1979م، وتعنى بنشر التراث الإسلامي والكتب الإسلامية والعلمية والثقافية وكتب الأطفال. مقرها الرئيس في الرياض، المملكة العربية السعودية، ولها موزعون في داخل المملكة العربية السعودية وفي الوطن العربي.